# Garzón (Uruguay)
Garzón es una localidad uruguaya del departamento de Maldonado.

## Ubicación
La localidad se encuentra ubicada en la zona este del departamento de Maldonado, próximo al arroyo homónimo, límite con el departamento de Rocha. 60 km la separan de la capital departamental Maldonado y 30 km de la ciudad de Rocha.

## Historia
Existen varias versiones sobre la fecha exacta de su fundación. Hacia 1890 se registran los primeros pobladores, donde a orilla del arroyo Campamento se instaló un paraje para alojar a las personas cuando iban de viaje hacia Rocha, donde el gobernador Vicente Garzón tenía un saladero.
Con la construcción de un molino en la década de 1920, el pueblo comenzó a crecer rápidamente. La localidad llegó a tener 2.000 habitantes entre 1930 y 1950 cuando la actividad industrial y comercial giraba en torno al molino y a la estación de la Administración de Ferrocarriles del Estado.
El tren pasaba con cuatro frecuencias diarias, dos a Montevideo y dos a Rocha. Había también una línea de ómnibus a San Carlos, carruajes que trasladaban gente desde y hacia la estación con cada frecuencia de tren y un ómnibus chico que cumplía la misma función que los carruajes.
Se festejaba el carnaval, con carros alegóricos y murgas locales. Había un teatro y una orquesta local integrada por pobladores de Garzón. Cuando comenzó a decaer el trabajo en el molino dejó de funcionar el ferrocarril y, con la construcción de la ruta 9 a más de 11 kilómetros del pueblo, los habitantes se comenzaron a trasladar hacia San Carlos y Rocha.

## Población
La localidad cuenta con una población de 198 habitantes, de acuerdo a los datos del censo de 2011.
| 2051          | 345 | 329 | 408 | 164 | 207 | 198 |
| (Fuente: INE) |     |     |     |     |     |     |

## Actualidad

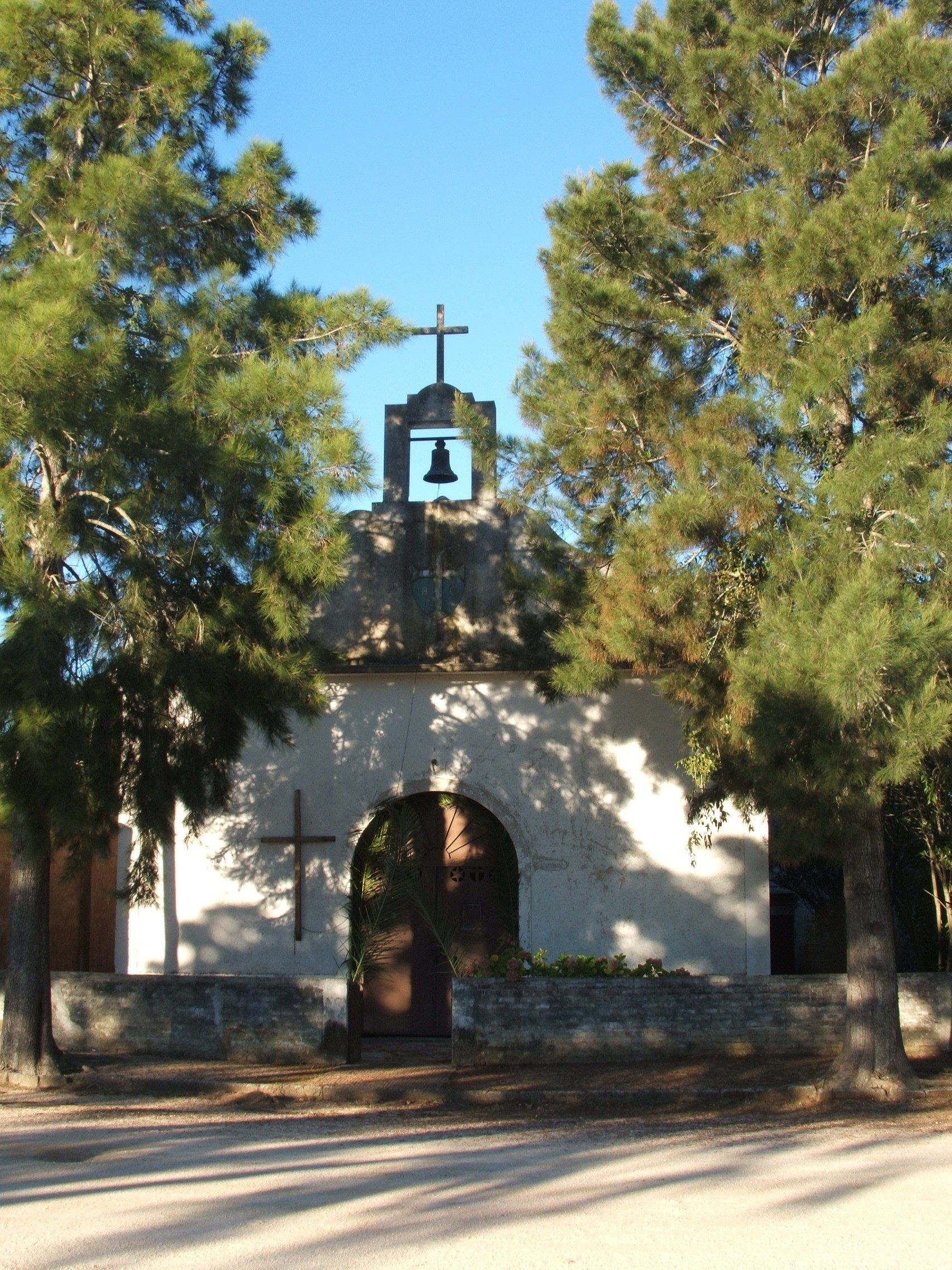
Capilla Nuestra Señora de la Merced del pueblo Garzón.

Actualmente sus 200 habitantes están principalmente dedicados a la actividad rural y a la explotación de las canteras de granito gris. Existe un destacamento policial, un Municipio, una policlínica, una iglesia, una escuela y un club social. Los pocos adolescentes del pueblo asisten al liceo en San Carlos y son trasladados en camioneta.
En 2004 el cocinero argentino Francis Mallmann, en sociedad con el vitivinicultor argentino Manuel Mas, fundó el Hotel & Restaurante Garzón en una antigua propiedad del pueblo. El hotel cuenta con cinco habitaciones, parque, piscina y restaurante. En cierto modo, el nuevo emprendimiento revitalizó al pueblo y le dio un espíritu bohemio. 
Desde entonces, varios artistas plásticos dedicados a la pintura y escultura han recalado en Garzón. Tal es el caso de Anne Marie, una francesa que se encarga de diseñar los frisos en arcilla que requiere el pueblo y, además, enseña con empeño su ardua labor a todos los habitantes. También existe una Galería de Arte, pionera en la zona, inaugurada en diciembre de 2012, impulsada por las empresarias Nana Lavagna y Magdalena Giuria. La Galería Pueblo Garzón tiene como objetivos difundir la obra de artistas nacionales y extranjeros.